# Димитри Атанасов
Димитри Атанасов е български олимпиец, участвал в състезанията по ски алпийски дисциплини на зимните олимпийски игри в Осло през 1952 г.

## Биография
Роден е на 8 август 1927 година. Участва в слалома на зимните олимпийски игри, провели се в Осло през 1952 година, където завършва на 60-о място от 86 участници в първия манш и не участва във втория.